# Bitwa pod Merzifon

Wyprawy posiłkowe do Ziemi Świętej w 1101 roku

Bitwa pod Merzifon – starcie zbrojne, które miało miejsce w trakcie tzw. krucjaty 1101 roku
W r. 1101 do Ziemi Świętej wyruszyli rycerze Rajmunda z Tuluzy i Lombardczycy pod dowództwem arcybiskupa Mediolanu, Anzelma z Bois.
Po dotarciu do Ankary krzyżowcy skierowali się do Kastamonu. W ślad za nimi wyruszyły oddziały tureckie, które zaatakowały straż przednią krzyżowców. Zaatakowani rycerze lombardzcy uciekli w popłochu, pozostawiając na pastwę przeciwnika pieszych wojowników. Tylko dzięki Stefanowi z Burgundii udało się uniknąć klęski.
Wkrótce wojsko Rajmunda doszło w okolice Kastamonu. Po przekroczeniu rzeki Halys Lombardczycy weszli na ziemie Daniszmendydów, którzy wciągnęli krzyżowców w zasadzkę pod miejscowością Merzifon. Zginęło kilkuset wojowników niemieckich marszałka Konrada. Widząc zagrożenie, Rajmund ustawił armię chrześcijańską w szyku bojowym.
Turcy zaatakowali, stosując własną taktykę, polegającą na podjeździe pod pozycje przeciwnika i zasypaniu go strzałami, po czym uchodzili na bezpieczne pozycje. Kolejne ataki przypuszczane były z różnych stron, tak że lepiej wyszkoleni i uzbrojeni krzyżowcy nie mieli możliwości bezpośredniego starcia. W pewnym momencie do ucieczki rzucili się Lombardczycy, pozostawiając na pastwę Turków kobiety i duchownych. Rajmund pozostawiony sam sobie zdołał na czele swojej świty przedostać się na pobliski pagórek, gdzie odpierał ataki do momentu nadejścia posiłków Stefana z Blois. Przez całe popołudnie krzyżowcy dzielnie odpierali ataki Turków, jednak z powodu ogromnych strat pod osłoną nocy wycofali się z pola walki. Turcy zdobyli obóz krzyżowców wycinając w pień mężczyzn i starsze kobiety, po czym rzucili się w pogoń za uciekinierami. Tylko rycerzom konnym udało się ujść z życiem. Piechota wybita została co do jednego żołnierza. Z Lombardczyków ocaleli tylko przywódcy. Straty szacowano na kilka tysięcy ludzi prawie 4/5 całej armii krzyżowców. W ręce Turków wpadło mnóstwo cennych przedmiotów, a haremy i place targowe na Bliskim Wschodzie zaroiły się od młodych kobiet i dzieci pojmanych w tym dniu.
Bitwa pokazała, że pomimo sukcesów w trakcie pierwszej krucjaty, Turcy są nadal groźnym przeciwnikiem.
Klęską pod Merzifon nie była jedyną porażką krzyżowców w 1101 r. Wkrótce armia francuska Wilhelma II, hrabiego Nevers, została rozbita pod Herakleą (polegli wszyscy krzyżowcy z wyjątkiem hrabiego Wilhelma i kilku konnych rycerzy), natomiast kolejna armia krzyżowców składająca się z Francuzów i Niemców Wilhelma IX, księcia Akwitanii, została rozbita pod Ikonium (w walce śmiertelnie ranny został Hugon z Vermandois).
Wszystkie trzy wyprawy 1101 r. zakończyły się druzgocącymi klęskami chrześcijan, które poważnie zaszkodziły ruchowi krzyżowemu. Odtąd droga do Ziemi Świętej stała się niebezpieczna dla armii chrześcijańskiej.